# Sattaporn Suso
Sattaporn Suso (thailändisch ศาสตรพร สุโสะ, * 13. Januar 2006), auch als Si bekannt, ist ein thailändischer Fußballspieler.

## Karriere
Sattaporn Suso erlernte das Fußballspielen in der Jugendmannschaft des Chonburi FC. Hier unterschrieb er im Januar 2023 auch seinen ersten Vertrag. Der Verein aus Chonburi spielt in der ersten thailändischen Liga. Sein Erstligadebüt gab Sattaporn Suso am 7. Mai 2023 (29. Spieltag) im Auswärtsspiel gegen den Port FC. Bei der 1:3-Auswärtsniederlage wurde er in der 79. Minute für den verletzten Ivorer Amadou Ouattara eingewechselt. In seiner ersten Saison bestritt er zwei Erstligaspiele. Die Saison 2024 wurde er an den Viertligisten Banbueng FC ausgeliehen. Mit dem Verein, der ebenfalls in Chonburi beheimatet ist, bestritt er zwei Spiele in der Eastern Region. Nach der Ausleihe kehrte er zum Chonburi FC zurück. Am Ende der Saison 2023/24 musste er mit Chonburi in die zweite Liga absteigen. Ende Juli 2024 wechselte er auf Leihbasis zum Drittligisten Muangtrang United FC. Mit dem Verein aus Trang spielt er in der Southern Region der Liga.